# Seznam krajev Unescove svetovne dediščine v Latviji
Svetovna dediščina Organizacije Združenih narodov za izobraževanje, znanost in kulturo (UNESCO) je pomembna za kulturno ali naravno dediščino, kot je opisano v Unescovi konvenciji o svetovni dediščini, ustanovljeni leta 1972. Kulturno dediščino sestavljajo spomeniki (kot so arhitekturna dela, monumentalne skulpture ali napisi), skupine stavb in najdišča (vključno z arheološkimi najdišči). Naravne značilnosti (ki jih sestavljajo fizične in biološke formacije), geološke in fiziografske formacije (vključno s habitati ogroženih vrst živali in rastlin) ter naravna območja, ki so pomembna z vidika znanosti, ohranjanja ali naravne lepote, so opredeljena kot naravna dediščina.
Latvija je konvencijo sprejela 10. januarja 1995, zaradi česar so njena zgodovinska mesta upravičena do vključitve na seznam.Na seznamu ima tri mesta, vsa navedena zaradi njihovega kulturnega pomena. Nazadnje dodano mesto na seznam je bilo staro mesto Kuldīga leta 2023. Struvejev geodetski lok je nadnacionalno območje in si ga deli z devetimi drugimi državami. Poleg tega ima Latvija tri nepremičnine na svojem poskusnem seznamu.

## Svetovna dediščina
Unesco navaja območja po desetih merilih; vsaka prijava mora izpolnjevati vsaj enega od kriterijev. Kriteriji od i do vi so kulturni, od vii do x pa naravni.
| Ime                       | Slika                                             | Lokacija         | Leto vpisa | UNESCO kriterij              | Opis |
| ------------------------- | ------------------------------------------------- | ---------------- | ---------- | ---------------------------- | --- |
| Zgodovinsko središče Rige | A house with a decorated facade at night          | Riga             | 1997       | 852; i, ii (kulturno)        | Riga, ustanovljena leta 1201, je bila glavno hanzeatsko mesto od 13. do 15. stoletja. Iz tistega obdobja ni ostalo veliko hiš, saj jih je uničil požar ali vojna. Kasneje se je Riga hitro razširila v 19. in zgodnjem 20. stoletju, ko so zgradili številne Art nouveau stavbe. Riga ima največjo koncentracijo stavb v tem slogu v Evropi. Na sliki je Hiša Bratovščine črnoglavcev. |
| Struvejev geodetski lok*  | Rock with a memorial plate                        | Ērgļi, Jēkabpils | 2005       | 1187, ii, iii, vi (kulturno) | Struvejev geodetski lok je niz triangulacijskih točk, ki se raztezajo na razdalji 2820 kilometrov od Hammerfesta na Norveškem do Črnega morja. Točke je postavil v raziskavi astronom Friedrich Georg Wilhelm von Struve, ki je prvi izvedel natančno izmero dolgega odseka poldnevnika, kar je pomagalo ugotoviti velikost in obliko Zemlje. Prvotno je bilo 265 postajnih točk. Svetovna dediščina vključuje 34 točk v desetih državah (od severa proti jugu: Norveška, Švedska, Finska, Rusija, Estonija, Latvija, Litva, Belorusija, Moldavija, Ukrajina), od tega dve v Latviji (na sliki oznaka pri Sestu-Kalns) |
| Staro mesto Kuldīga       | Liepājas iela (street) in the old town of Kuldīga | Kuldīga          | 2023       | 1658; v (kulturno)           | Zgodovinsko središče mesta Kuldīga je dobro ohranjeno in sega v obdobje od poznega 16. do 18. stoletja, ko je bilo mesto upravno središče vojvodstva Kurlandije in Semigalije. Mešanica arhitekturnih slogov odraža kulturno izmenjavo z državami okoli Baltskega morja. |

## Poskusni seznam
Poleg območij, vpisanih na Seznam svetovne dediščine, lahko države članice vodijo seznam začasnih območij, ki jih lahko upoštevajo pri nominaciji. Nominacije za seznam svetovne dediščine so sprejete samo, če je bilo območje predhodno uvrščeno na poskusni seznam. Latvija na svojem poskusnem seznamu navaja tri nepremičnine.
| Ime                                      | Slika                                                   | Lokacija                                      | Leto vpisa | UNESCO kriterij      | Opis |
| ---------------------------------------- | ------------------------------------------------------- | --------------------------------------------- | ---------- | -------------------- | --- |
| Meandri Zgornje Daugave                  | A view at a river and surroundings                      | Reka Zahodna Dvina od Piedruje do Daugavpilsa | 2011       | v, viii, x (mešano)  | Zgornja dolina reke Zahodne Dvine ima zanimive postglacialne reliefne oblike, ki so nastale pred več kot 13–15 tisoč leti. Območje je bilo poseljeno že tisočletja in ima več tipov kulturne krajine: obredno (sakralni objekti, starodavna grobišča, pokopališča in razpela), socialno in gospodarsko (urbanizacija, kmečka naselja).                                            |
| Arheološki kompleks Grobiņa              | Remains of a hillfort, covered by grass and trees       | Grobiņa                                       | 2017       | iii (kulturno)       | Arheološko celoto Grobiņa sestavljajo ostanki naselbin in grobišč, ki segajo v obdobje med 7. in 9. stoletjem, ko so se Skandinavci začeli preseljevati čez morje. Grobiņa je bilo naselje, ko so živeli ob lokalnem kuronskem prebivalstvu, kar je pripomoglo k kulturni izmenjavi.                                                                                              |
| Palača Rundāle z vrtom in gozdnim parkom | Frontal view of a large palace with a fountain in front | Rundāle                                       | 2021       | i, ii, iv (kulturno) | Baročno zasnovano palačo je skupaj z vrtom in gozdnim parkom zasnoval italijanski arhitekt Francesco Bartolomeo Rastrelli. Zgrajena je bila za vojvode Kurlandije kot poletna rezidenca. Začetna gradnja je potekala v 1730-ih, medtem ko je notranjost dobila nov poznorokokojski zaključek v 1760-ih. Palača je ohranila celovitost svoje arhitekturne zasnove iz 18. stoletja. |